# Thorius minutissimus
Espèce
Statut de conservation UICN

 CR B1ab(iii) : 
En danger critique
Thorius minutissimus est une espèce d'urodèles de la famille des Plethodontidae.

## Répartition
Cette espèce est endémique de l'État d'Oaxaca au Mexique. Elle se rencontre à 2 500 m d'altitude à Santo Tomás Teipan.

## Publication originale
- Taylor, 1949 : New or unusual Mexican amphibians. American Museum Novitates, no 1437, p. 1-21 (texte intégral).